# Joint Committee for Guides in Metrology
Das Joint Committee for Guides in Metrology (JCGM) ist eine internationale metrologische Organisation, die 1997 gegründet wurde. Sie ist für die Herausgabe der beiden metrologischen Standard-Publikationen GUM (Guide to the Expression of Uncertainty in Measurement) und VIM (ursprünglich International Vocabulary of Basic and General Terms in Metrology, jetzt International Vocabulary of Metrology – Basic and General Concepts and Associated Terms) verantwortlich.
Ihr gehören an:
- Internationales Büro für Maß und Gewicht (BIPM)
- International Electrotechnical Commission (IEC)
- International Federation of Clinical Chemistry and Laboratory Medicine (IFCC)
- Internationale Organisation für Normung (ISO)
- International Union of Pure and Applied Chemistry (IUPAC)
- Internationale Organisation für das gesetzliche Messwesen (OIML)
- International Laboratory Accreditation Cooperation (ILAC, Mitglied erst  seit 2005)

Die Leitung hat der Direktor des BIPM inne.